# 马奇诺防线
马奇诺防线（法語：Ligne Maginot，IPA: [maʒi'noː]），又譯為馬其諾防線，其名字来源于法国战时陆军部长安德烈·马奇诺。马奇诺防线主要由混凝土堡垒、障碍及相应武装所组成，自1929年起开始建造，1940年才基本建成，造价50亿法郎（1930、1940年代货币）。防线主体有数百公里，主要位于法国东部的蒂永维尔境内。战前位于法国东部所设的防御工事，由钢筋混凝土建造而成，十分坚固。由于造价昂贵，所以仅防御法德边境，至于荷兰则由英法联军作后援。
马奇诺防线可以防御多类攻击，包括空对地轰炸、大口径火炮轰击等，其内部拥有各式火炮、壕沟、堡垒、厨房、发电站、医院、工厂等各类军事及生活设施，较大的工事中还铺设有有轨电车的轨道。
德军后来没有进攻防线正面防区，他们绕道至法国北部。英法的军官已经预料到这个情况，他们计划从比利时那里树立一道新的防线，和马奇诺防线相连，然而由于法比边界的阿登高地地形崎岖，不适合德国作战部队通过，因此法军在当地的防御薄弱，没有多加防备。而德军却计划让主力自此地突破，他们于1940年5月诱使法英联军支援比利时，再行偷袭阿登高地，穿越马士河后联合位於荷兰的德军将联军围困在敦克尔克。最后导致敦克尔克大撤退的盟军在南方暂时无力抵抗德军的侵略，马奇诺防线也失去了其原本的作用，只能独立抵御德军的主动进攻。

## 背景

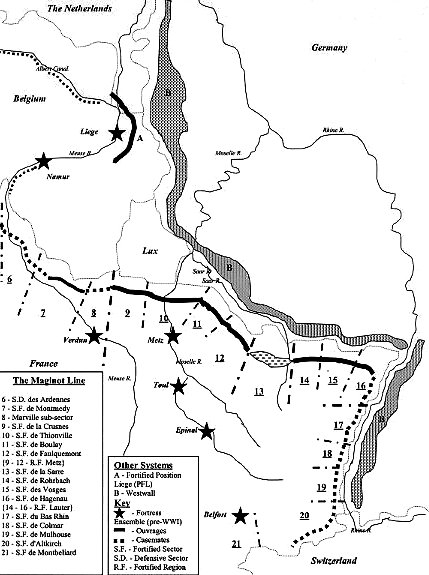
马奇诺防线

马奇诺防线最初由约瑟夫·霞飞元帥所提议，然而雷诺和戴高乐等人都反对此提议，他们更倾向于将军费投入到装甲载具和飞机的研发投产。当时霞飞有着贝当的支持，因而得以让政府先行组织了数个相关的委员会，马奇诺在最后说服了政府开始向防线的项目进行投资。
1922年，德国多次没有按照凡尔赛条约的赔款委员会所要求的数额进行赔偿，时任法国总理的普恩加萊希望联合英国政府执行对德国非军事制裁的提议，然而美国、英国和德国都反对了这个提议。1923年1月，在德国总理古诺的决定下，德国停止进行赔偿，普恩加萊因此直接派出法国军队，通过占领鲁尔地区来回应德国违约的举动。在鲁尔地区的战斗持续至9月，由于德国没有主动抵抗法军，使得法国在战斗结束后受到了以英国为首的国际社会的谴责。
次年，多国在伦敦举行了一次会议，此次会议中，英国开始支持德国，迫使法国总理赫里欧不得不放弃部分法国依靠凡尔赛条约所得到的利益。早在1871年法国就开始认为依靠自身的军队无法匹敌德国，由于英国对他们在1918年的胜利中所作出的贡献，法国的决策层相信他们需要英国的协助才能在对德国的战争中取得胜利。

## 建造目的
作为法国军费开支的主要项目，马奇诺防线计划被用于承担以下多种任务：
1. 节省国防人员的支配。
2. 威慑想要跨境作战的军队。[7]
3. 构建法国反击作战的根据地。[8]
4. 预防德军对法国发起突然袭击。
5. 为本土军队两至三星期的动员打掩护。[9]
6. 保护阿尔萨斯和洛林及它们境内的工业区。[10]
7. 迫使德军入侵时不得不自比利时或瑞士绕道，试图使法国本土不受战争影响，維持法國本土的完整性。[11][7]

## 人员分配情况
在马奇诺防线的工事内，法国派遣入驻了炮兵部队、工程师及要塞步兵部队。其中步兵部队多配备轻武器，如有需要他们执行外出任务时，会再行组队。炮兵部队负责操作重型武器例如大口径火炮等；工程师则需要维修、操作工事内部的各类设备，包括防线内所有的通讯系统、线路。所有驻扎在防线内的人员都被视为是法国军中的精锐，他们会佩戴有异于他人的独特徽章。在和平时期，马奇诺防线只有部分工事驻扎有在编军队，当有紧急情况发生时，各地被空置的工事会有由当地的预备役人员入驻。

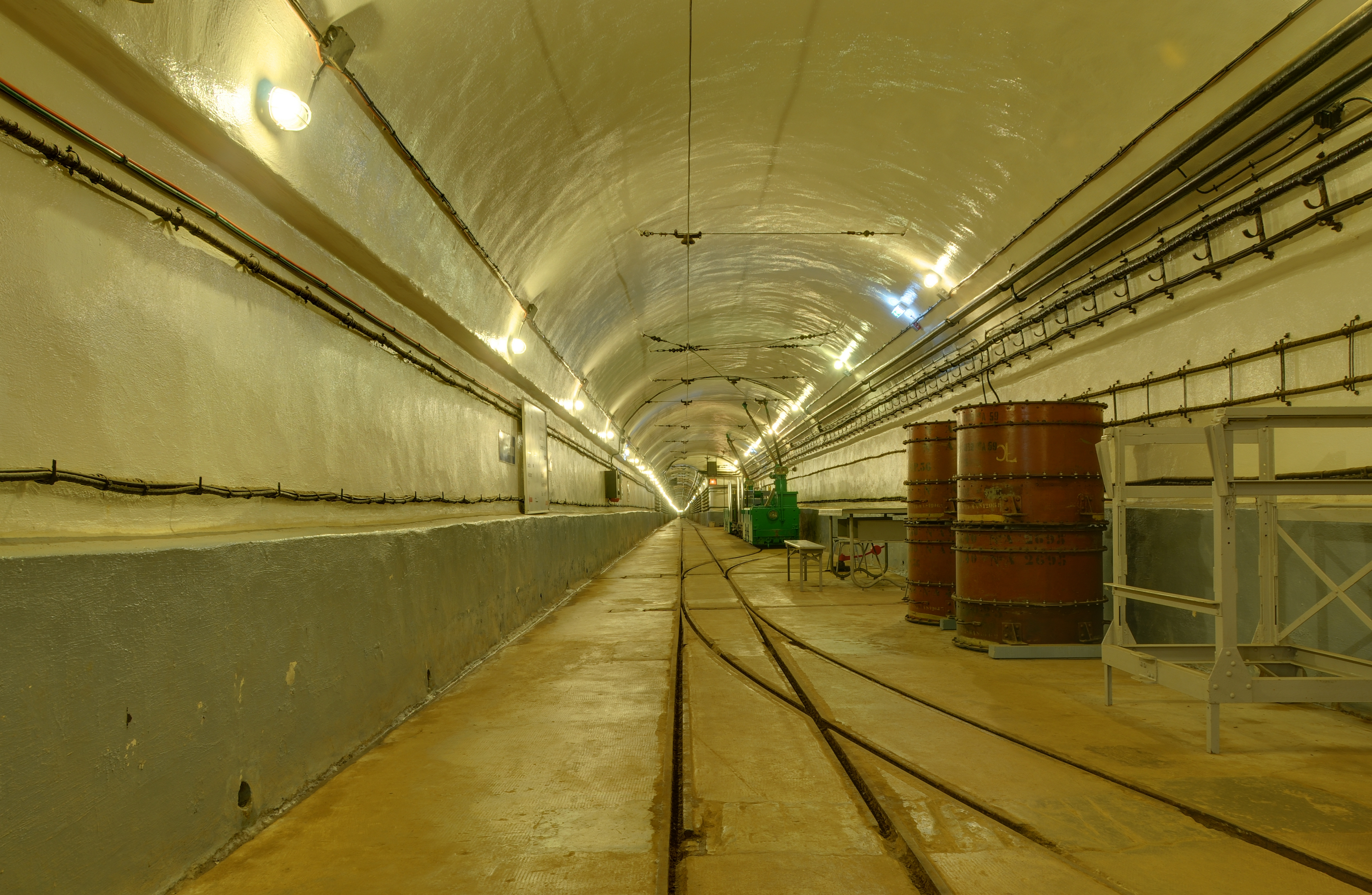
图为马奇诺防线在阿尔萨斯地区的舍南堡地下30米的有轨电车通道

马奇诺防线的在编人员都会被安排居住在其工事附近的兵营内，有时候也会被容纳于堡垒旁的木结构设施。这些设施的生活环境比堡垒内部更加舒适，却无法承受战时对防线的轰击。
所有军事人员的训练被安排在比奇镇附近的一个堡垒内，其中建有一个军事训练区域并可以进行实弹训练。由于防线多位于平民生活的地域，实弹训练只可以在这个堡垒实施。

## 战后情况
在二战结束后，法国重新占据了此防线并对其做出了多次改造。直到1960年，当法国的核武器计划逐渐升温时，马奇诺防线也开始落伍。防线中的一些较大的工事被转化为指挥中心，法国于1966年自北约军事体系撤出后大部分防线设施被弃置。除了被法国军队接受的设施以外，其余的被公共拍卖或留在原地等待被腐蚀殆尽。有一些旧工事被改造成了红酒酒窖、蘑菇农场及迪斯科舞厅等设施，另有人在碉堡顶上修造私人居住用房。

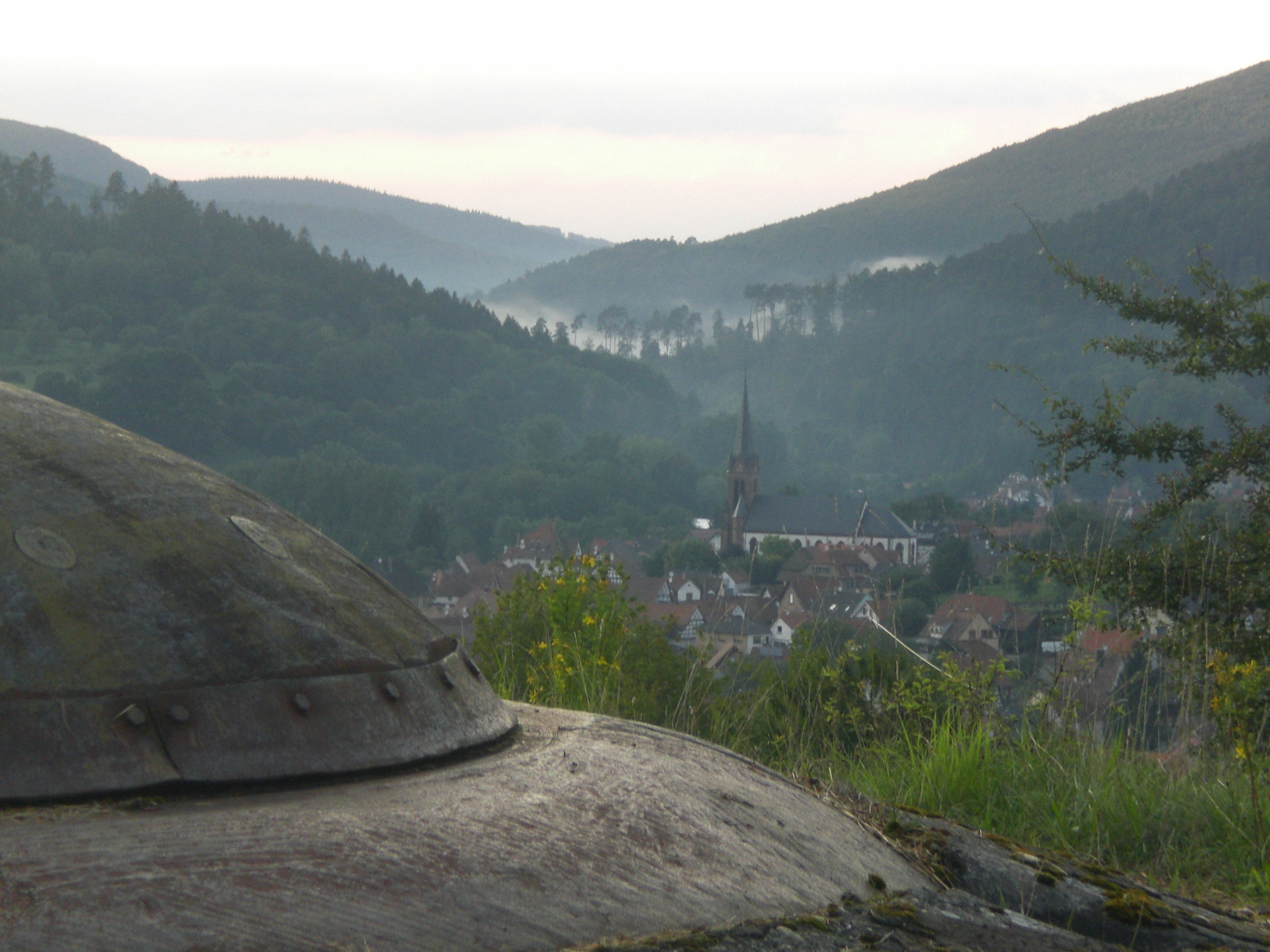
自阿尔萨斯东北部一工事俯瞰小镇

昂热维莱尔一带的防线本被法国军队改造为指挥中心，至1990年代，由于苏联威胁的消失而被撤销了。这是马奇诺防线唯一依旧在军事编制内的设施，现为法国空军的一座指挥设施-德拉尚布龙空军基地。
1968年，电影007：女王密使（On Her Majesty's Secret Service）的制作组正在寻找合适的取景地，制作人亨利薩茲曼拜托了他在法国的线人，从而取得在马奇诺防线部分工事进行摄影的许可，那里计划被用于装扮「幽灵」（SPECTRE）组织的总部。当艺术总监西坎在参观完工事后决定不采用这个主意，他认为工事内部难以打光并进行摄影，在工作室建立一个模型的花费反而会更少。

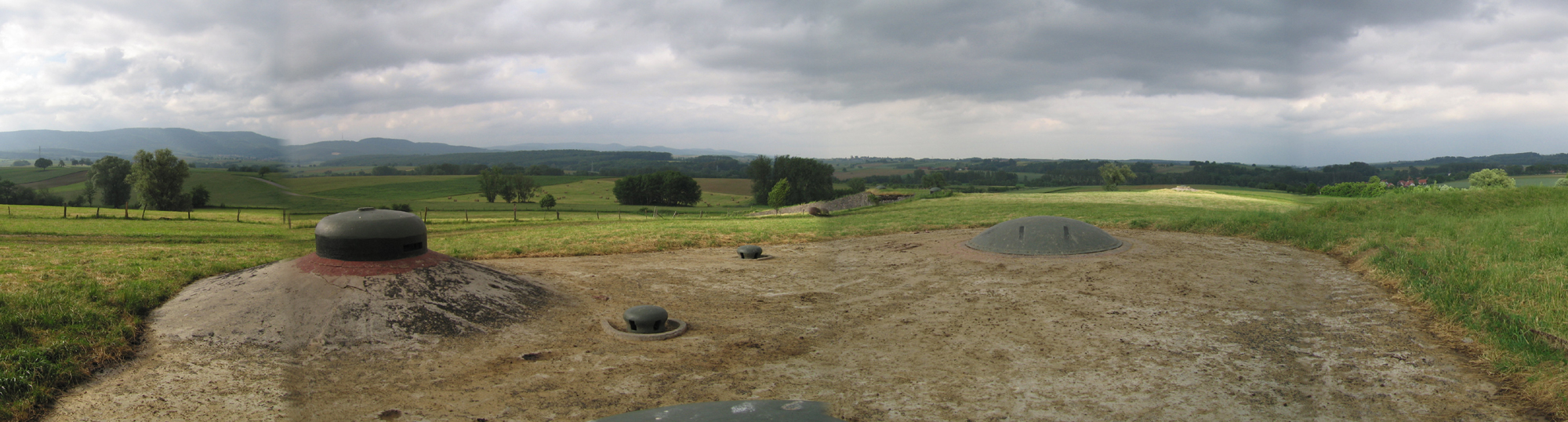
自一个炮台向外的视野，可见在右侧有一个可升降炮塔

### 脚注
1. ↑  . dict.revised.moe.edu.tw.   [2022-10-14]. （原始内容存档于2022-10-15）.
2. ↑  Gravett 2007，第187頁.
3. ↑  Chelminski 1997，第90–100頁.
4. ↑  Marks 1978，第249頁.
5. ↑  Smith 2003，第11頁.
6. ↑  Young 2005，第20頁.
7. 1 2  Roth 2010，第6頁.
8. ↑  Romanych & Rupp 2010，第8頁.
9. ↑  Kaufmann & Kaufmann 2006，第5頁.
10. ↑  Kaufmann & Kaufmann 2006，Introduction.
11. ↑  Kaufmann & Kaufmann 2006，第122頁.
12. ↑  Allcorn 2003，第43頁.
13. 1 2  Allcorn 2003，第44頁.
14. ↑  Seramour 2007，第86-97頁.
15. ↑  Chelminski 1997，abstract.
16. ↑  Cain 2005.

### 书目

#### 论著
- Young, Robert. . New York: Peter Lang. 2005.
- Keylor, William. . Oxford: Oxford University Press. 2001.
- Frieser, Karl-Heinz. . Naval Institute Press. 2005. ISBN 978-1-59114-294-2.
- Allcorn, William. . Oxford: Osprey Publishing. 2003. ISBN 1-84176-646-1.
- Cain, Syd. . Richmond: Reynolds and Hearn. 2005. ISBN 978-1-905-28703-1.
- Zaloga, Steven. . Osprey. 2010. ISBN 978-1-84603-683-5.
- Jackson, Julian. . Oxford: Oxford University Press. 2003. ISBN 978-0-192-80550-8.
- Romanych, Marc; Rupp, Martin. . Oxford: Osprey. 2010. ISBN 978-1-846-03499-2.
- Gravett, Christopher. . Globe Pequot. 2007  [19 April 2013]. OCLC 495191912. （原始内容存档于2016-04-25）.
- Smith, Leonard; Audoin-Rouzeau, Steéphane; Becker, Annette. . Cambridge: Cambridge University Press. 2003.
- Roth, Ariel Ilan. . Palgrave Macmillan. 2010. ISBN 978-0-230-10690-1.
- Donnell, Clayton. . New Vanguard. Oxford: Osprey Publishing. 2017. ISBN 978-1-47282-029-7.
- Kaufmann, J. E.; Kaufmann, H. W. . Mechanicsburg, PA: Stackpole Books. 2006. ISBN 0-275-98345-5.
- Nichols, Kenneth D. . New York: William Morrow and Company. 1987. ISBN 0-688-06910-X.
- Ambrose, Stephen. . London: Simon & Schuster. 2016 [1997]. ISBN 978-1-471-15833-9.

#### 论文
- Chelminski, Rudolph.  (PDF). Smithsonian. 1997: 90–100  [26 June 2012]. （原始内容 (PDF)存档于2 December 2007）.
- Marks, Sally. . Central European History (Cambridge University Press). September 1978, 11 (3): 231–255. JSTOR 4545835. doi:10.1017/s0008938900018707.
- Seramour, Michaël. . Revue Historique des Armées (Revue Historique des Armées). 2007, (247 Le renseignement): 86–97  [2018-07-18]. （原始内容存档于2013-05-28） （法语）.